# Dicranomyia erythrina
Dicranomyia erythrina is een tweevleugelige uit de familie steltmuggen (Limoniidae). De soort komt voor in het Oriëntaals gebied.